# Australian Ice Hockey League 2008
Die Saison 2008 war die achte Spielzeit der Australian Ice Hockey League, der höchsten australischen Eishockeyspielklasse. Meister wurden zum vierten Mal in der Vereinsgeschichte die Newcastle North Stars.

## Modus
In der Regulären Saison absolvierte jede der acht Mannschaften insgesamt 28 Spiele. Die vier bestplatzierten Mannschaften qualifizierten sich für die Playoffs, in denen der Meister ausgespielt wurde. Für einen Sieg nach regulärer Spielzeit erhielt jede Mannschaft drei Punkte, für einen Sieg nach Overtime zwei Punkte, für eine Niederlage nach Overtime einen Punkt und für eine Niederlage nach der regulären Spielzeit null Punkte.

## Reguläre Saison

### Tabelle
|    | Klub                  | Sp | S  | OTS | OTN | N  | Tore    | Punkte |
| -- | --------------------- | -- | -- | --- | --- | -- | ------- | ------ |
| 1. | Sydney Bears          | 28 | 20 | 0   | 1   | 7  | 123:113 | 61     |
| 2. | Melbourne Ice         | 28 | 17 | 1   | 1   | 9  | 105:074 | 54     |
| 3. | West Sydney Ice Dogs  | 28 | 15 | 4   | 1   | 8  | 115:087 | 54     |
| 4. | Newcastle North Stars | 28 | 15 | 2   | 4   | 7  | 137:091 | 53     |
| 5. | Canberra Knights      | 28 | 10 | 1   | 2   | 15 | 085:101 | 34     |
| 6. | Adelaide Avalanche    | 28 | 6  | 6   | 2   | 14 | 077:086 | 32     |
| 7. | Brisbane Blue Tongues | 28 | 8  | 0   | 3   | 17 | 090:122 | 27     |
| 8. | Central Coast Rhinos  | 28 | 6  | 1   | 1   | 20 | 066:124 | 21     |

Sp = Spiele, S = Siege, U = Unentschieden, N = Niederlagen, OTS = Overtime-Siege, OTN = Overtime-Niederlage, SOS = Penalty-Siege, SON = Penalty-Niederlage

## Playoffs

### Halbfinale
- Sydney Bears – Newcastle North Stars 5:7
- Melbourne Ice – West Sydney Ice Dogs 1:2 n. V.

### Finale
- West Sydney Ice Dogs – Newcastle North Stars 1:4